# شلل نصفي تناوبي في مرحلة الطفولة
الشلل النصفي التناوبي في مرحلة الطفولة هو اضطراب عصبي نادر جدًا يُطلق على النوب العابرة من الشلل النصفي التي يعاني منها المصابون بهذا الاضطراب والتي يشار إليها غالبًا باسم «هجمات». يظهر عادة قبل سن 18 شهرًا. يمكن أن تسبب هذه الهجمات الفالجية أعراضًا تترواح من ضعف خفيف إلى شلل تام في أحد جانبي الجسم أو كليهما، وتتفاوت بشكل كبير في مدتها. قد تتناوب الهجمات أيضًا من جانب واحد من الجسم إلى الجانب الآخر، أو تتناوب بين التأثير على أحد الجانبين أو كليهما أثناء هجوم واحد. بالإضافة إلى الشلل النصفي، تشمل أعراض الاضطراب مجموعة واسعة من الإعاقات العصبية والنمائية غير المفهومة جيدًا. عادةً، تتوقف هجمات الشلل النصفي والأعراض الأخرى المرتبطة به تمامًا أثناء النوم، لكنها قد تتكرر عند الاستيقاظ.
غالبًا ما يكون سبب الشلل النصفي التناوبي في مرحلة الطفولة طفرة تلقائية في جين ATP1A3. يعد اضطرابًا نادرًا للغاية - يصيب 1 من كل 1,000,000 شخص. اكتُشف مؤخرًا، وشُخص لأول مرة في عام 1971.

## العلامات والأعراض
يُظهر مرضى الشلل النصفي التناوبي في مرحلة الطفولة مجموعة واسعة من الأعراض بالإضافة إلى هجمات الشلل. تصنف هذه الأعراض أيضًا إلى انتيابية وغير انتيابية. ترتبط الأعراض الانتيابية عمومًا بنوب الشلل النصفي وقد تحدث فجأة مع الشلل النصفي أو بمفردها. قد تستمر الأعراض الانتيابية لفترات متباينة. تعد الأعراض غير الانتيابية آثارًا جانبية للشلل النصفي التناوبي في مرحلة الطفولة الموجودة في جميع الأوقات، وليس فقط أثناء النوب أو الهجمات. يلعب الصرع، الذي يعتبر أيضًا أحد الأعراض الانتيابية، دورًا هامًا في تطور وتشخيص الشلل النصفي التناوبي في مرحلة الطفولة.

### هجمات الشلل النصفي
من الناحية الزمنية، لا تكون الهجمات الفالجية دائمًا الأعراض الأولى للشلل النصفي التناوبي في مرحلة الطفولة، ولكنها أبرز الأعراض. قد تؤثر هجمات الشلل النصفي على أحد جانبي الجسم أو كليهما، ويمكن الإشارة إلى الهجمات التي تؤثر على جانبي الجسم على أنها هجمات ثنائية أو رباعية الأطراف. إحدى الخصائص الفريدة للشلل النصفي التناوبي في مرحلة الطفولة هي أن نوبات الفالج، بالإضافة إلى الأعراض الأخرى التي قد تحدث مع الشلل النصفي، تتوقف فور النوم. في حال الهجمات القوية، قد تتكرر الأعراض عند الاستيقاظ. يمكن أن تحدث نوبات الشلل النصفي فجأةً أو تدريجيًا، وتختلف شدة النوبة باختلاف مدتها. قد تتناوب الهجمات من جانب واحد من الجسم إلى جانب آخر، رغم أن هذا نادر الحدوث. يتراوح طول الهجمات أيضًا من دقائق إلى أسابيع، مع العلم أن طول الهجمات يختلف بشكل كبير بين الأشخاص أكثر منه بين الهجمات لدى شخص واحد. ترتبط كل من الهجمات الثنائية والفالجية بالأعراض البصلية الكاذبة مثل عسر البلع والرتة (عسر التلفظ) وصعوبة التنفس. غالبًا ما يرافق الشلل تغيرات في لون الجلد ودرجة حرارته والتعرق والأرق والرعاش والصراخ وظهور الألم. تحدث نوب الشلل النصفي بشكل غير منتظم وقد تسبب ضعف في الكلام والأكل والبلع. غالبًا ما يعاني مرضى الشلل النصفي التناوبي في مرحلة الطفولة من نقص الوزن بسبب هذه الآثار الجانبية. تبدأ نوب الشلل في عمر 6-7 أشهر وسطيًا. تعطي هذا البداية المبكرة اسم هذا الاضطراب نهاية مضللة بعض الشيء «في مرحلة الطفولة». لا يقتصر الشلل النصفي التناوبي فقط على مرحلة الطفولة - في بعض الحالات، تصبح الهجمات أكثر اعتدالًا بعد السنوات العشر الأولى من العمر، لكنها لا تختفي تمامًا.